# World Rugby Sevens Challenger Series 2023
El World Rugby Sevens Challenger Series 2023 fue la tercera temporada del circuito de selecciones nacionales masculinas de rugby 7.
El campeón del circuito clasificó al torneo de repechaje frente a los seleccionados del Circuito Mundial a disputarse en el Seven de Londres 2023.

## Calendario
| Torneo                   | Estadio           | Ciudad       | Fecha                  | Campeón |
| ------------------------ | ----------------- | ------------ | ---------------------- | ------- |
| Seven de Stellenbosch I  | Markotter Stadium | Stellenbosch | 20-22 de abril de 2023 | Tonga   |
| Seven de Stellenbosch II | Markotter Stadium | Stellenbosch | 28-30 de abril de 2023 | Bélgica |

## Clasificación
África (Africa Cup Sevens 2022)
- Uganda
- Zimbabue

Asia (Asian Sevens Series 2022)
- Corea del Sur
- Hong Kong

Europa (Rugby Europe Sevens Championship 2022)
- Alemania
- Bélgica
- Italia

Oceanía (Oceania Sevens Championship 2022)
- Papúa Nueva Guinea
- Tonga

Norteamérica (Rugby Americas North Sevens 2022 (México))
- Jamaica

Sudamérica (Seven Sudamericano Masculino 2022)
- Brasil
- Chile

## Tabla de posiciones
| Pos | País               | RSA-1 | RSA-2 | Puntos |
| --- | ------------------ | ----- | ----- | ------ |
| 1   | Tonga              | 20    | 18    | 38     |
| 2   | Bélgica            | 14    | 20    | 34     |
| 3   | Alemania           | 18    | 14    | 32     |
| 4   | Hong Kong          | 16    | 12    | 28     |
| 5   | Chile              | 8     | 16    | 24     |
| 6   | Uganda             | 12    | 10    | 22     |
| 7   | Italia             | 10    | 8     | 18     |
| 8   | Brasil             | 6     | 4     | 10     |
| 9   | Papúa Nueva Guinea | 3     | 6     | 9      |
| 10  | Zimbabue           | 4     | 2     | 6      |
| 11  | Corea del Sur      | 2     | 3     | 5      |
| 12  | Jamaica            | 1     | 1     | 2      |

|  | Campeón, clasificado al repechaje de Londres 2023. |

| Bandera de Tonga |
| Campeón Tonga    |
| 1.er título      |